# Fernand Götz
Fernand Götz es un deportista suizo que compitió en piragüismo en la modalidad de eslalon. Ganó una medalla de bronce en el Campeonato Mundial de Piragüismo en Eslalon de 1965, en la prueba de C2 individual.

## Palmarés internacional
| Campeonato Mundial | Campeonato Mundial | Campeonato Mundial | Campeonato Mundial |
| Año                | Lugar              | Medalla            | Competición        |
| ------------------ | ------------------ | ------------------ | ------------------ |
| 1965               | Spittal (Austria)  | Medalla de bronce  | C2 individual      |